# Pete Briggs
Pete Briggs (* 1904 in Charleston, South Carolina; † nach 1943) war ein US-amerikanischer Tubist und Bassist.
Briggs spielte 1927 Tuba in Louis Armstrongs berühmten Hot Seven und dann in dessen Orchestra (Hot Fives & Sevens), außerdem in Carroll Dickersons Orchestra, bei Jelly Roll Morton, Jimmie Noone, Edgar Hayes, Vernon Andrade und 1943 schließlich bei Herman Autrey, zog sich dann aber von der Musik zurück.